# Comissão dos Doze (Revolução Francesa)
Durante a Revolução Francesa, a Comissão Extraordinária dos Doze, dita Comissão dos Doze, foi uma comissão criada pela Convenção, encarregada de buscar e perseguir conspiradores. A instauração desta Comissão levou à Insurreição de 2 de Junho de 1793, à queda dos Girondinos e ao começo do Terror. 

## Contexto
Depois da instauração da Convenção Nacional, os Girondinos e os Montanheses disputavam a preponderância dentro desta assembléia. Os montanheses chegaram a fazer instaurar o "Tribunal Criminal Extraordinário", em 10 de Março de 1793, e o "Comitê de Salvação Pública", em 6 de Abril. Atacada pela maioria das 48 secções em que se dividia Paris, pela Comuna e pelo Clube Jacobino, a assembléia girondina, temendo por sua liberdade, decreta, em 18 de Maio, a criação de uma comissão extraordinária, dita Comissão dos Doze, para conter aqueles que a atacavam por todos os lados.

## Missão
Solicitada por Barère, esta comissão, composta por doze membros, foi encarregada de examinar todas as prisões pedidas depois de um mês pelo conselho geral da Comuna de Paris e pelas secções de Paris, e de tomar conhecimento de todos os complôs tramados contra a liberdade no interior da Replública ; ela ouviria os Ministros do Interior e dos Assuntos Estrangeiros, os Comitês de Segurança Nacional e os Comitês de Salvação Pública sobre fatos vindos a seu conhecimento, relativos a conspirações que ameaçassem a representação nacional, e tomaria todas as medidas 
necessárias para procurar provas destas conspirações.

## Composição
Em 21 de Maio foi eleita a comissão, majoritariamente girondina : Jean-Baptiste Boyer-Fonfrède, Jean-Paul Rabaut Saint-Étienne, Kervélégan, Charles Saint-Martin-Valogne, Louis-François-Sébastien Viger, Jean-René Gomaire, Bertrand de la Hosdinière, Jacques Boilleau, Étienne Mollevaut, Henry-Larivière, François Bergoeing e Jean-François Martin Gardien.

## Consequências
Com sua criação, a comissão anunciou, no mesmo dia, que começava seus trabalhos. No dia seguinte, Viger fez um relatório à Convenção Nacional sobre a maneira de assegurar a guarda da Convenção para desvendar complôs de que fosse ameaçada. Ele apresentou um projeto de decreto que foi adotado após uma longa discussão entre Montanheses e Girondinos.
Mas já as secções de Paris se queixavam das atitudes dos membros da Comissão. A do Contrat-Social (Contrato Social (em português)) levantou-se, em 24 de Maio, contra a restituição de seus processos-verbais. Depois, o Conselho Geral da Comuna de Paris vem denunciar, em 25 de Maio, a prisão arbitrária de Hébert, substituto do procurador da Comuna de Paris e seu encarceramento na Prisão de Abadia.
 Em 27 de Maio, após novas prisões, Marat, seguido por Thuriot, pedem a supressão da Comissão dos Doze. Henry Larivière pede demissão. Dezesseis secções de Paris vêem então encaminhar petições à Convenção Nacional contra a Comissão dos Doze. Aproveitando-se da hora tardia e da ausência de diversos membros, a Convenção Nacional, sobre proposta de Delacroix, decreta a soltura das pessoas detidas pela Comissão dos Doze, sua cassação e o exame a ser feito pela Comissão de Segurança Geral da conduta dos membros que a compunham.
No dia seguinte, Osselin faz a leitura do decreto da Assembléia, promulgado à noite. Violentos protestos elevam-se contra este decreto. Após numerosas intervenções, a Convenção Nacional decide que proceder-se-á ao escrutínio por apelo nominal para determinar se o decreto será relatado.
Dos 517 votantes, 279 votaram pelo relatório do decreto e 238 pronunciaram-se contra. Em consequência, apesar dos protestos dos Montanheses, A Convenção promulga seu decreto do dia anterior que cassa a Comissão dos Doze. Um decreto é então elaborado, notificando que os cidadãos aprisionados por ordem da Comissão serão postos em liberdade. Rabaut-Saint-Étienne demite-se da Comissão dos Doze.
Em 30 de Maio, Bourdon de l'Oise denuncia a Comissão por ter requisitado as forças armadas para a guarda do local das sessões, o Hôtel de Breteuil. Em seguida, uma delegação de 22 secções de Paris vem pedir à Convenção a cassação da Comissão e o encaminhamento de seus membros ao Tribunal Revolucionário.
Em 31 de Maio, inicia-se a Insurreição em Paris. Thuriot pede a aniquilação da Comissão. 
Em 1º de Junho, uma petição das 48 Secções do Conselho Geral da Comuna de Paris pede o decreto de acusação contra 22 membros da Convenção Nacional. O Comitê de Segurança Pública é encarregado de fazer um relatório.
Em 2 de Junho, os membros das secções, sob ordens de Hanriot, nomeado comandante provisorio da Guarda Nacional, reunem-se e marcham contra a Convenção. Estão armados com lanças e levam canhões em sua trilha. Dois canhões são colocados nas Tulherias. A Convenção desce até o pátio. O presidente Hérault de Séchelles proclama a ordem dos representantes que ordena a retirada da força armada. De volta à sessão, os deputados divulgam um decreto de prisão contra os Girondinos denunciados.
Os Montanheses triunfam.